# کلوتزه
شهر کلوتزه (به آلمانی: Klötze) در ایالت زاکسن-آنهالت در کشور آلمان واقع شده‌است.